# Guangping Yang taiji
 (décembre 2023).
Si vous disposez d'ouvrages ou d'articles de référence ou si vous connaissez des sites web de qualité traitant du thème abordé ici, merci de compléter l'article en donnant les références utiles à sa vérifiabilité et en les liant à la section « Notes et références ».
Le Guangping Yang taiji est une branche rare de Tai-chi-chuan qui vient de Yang Banhou, un des trois fils de Yang Luchan, fondateur du tai-chi style Yang.

## Description
Il s'agit de la branche qui ressemble le plus au style originel avant la transformation faite par Yang Chengfu.
Yang Banhou (ou Yang pan-hou, selon d'autres transcriptions) est le professeur de Wu Chuan Yau qui fonda le style Wu.
C'est pourquoi le style Wu est très proche du tai-chi d'origine.
Pour différencier du tai-chi style Yang (nom de famille) enseigné par Yang Chengfu, il se nomma Guangping Yang taiji (du nom de la ville de Guangping).
Il est actuellement enseigné par plusieurs maîtres aux États-Unis dont maître Yew-Ching Wong[réf. nécessaire].